# Decio Scuri
Decio Scuri (Napoli, 18 marzo 1905 – Roma, 22 aprile 1980) è stato un allenatore di pallacanestro e dirigente sportivo italiano.
Fu soprattutto medico ricercatore di rilevanza mondiale insieme al padre Ernesto. Decio, laureato in medicina con una specializzazione in otorinolaringoiatria, dopo un paio di esperienze di insegnamento a Napoli (1925-1929) e a Palermo (1929-1931), approdò, come sede definitiva, al Regio Istituto per sordomuti di Roma dove, nel 1952, ottenne anche l’incarico di direttore dell’annessa scuola di metodo “Tommaso Silvestri”6. Orientato a porre le competenze di carattere medico a servizio dell’educazione speciale, focalizzò l’attenzione sullo studio del linguaggio e “dell’applicazione delle nuove tecniche audiologiche alla didattica e alla formazione linguistica dei sordomuti” (Chiosso, Sani, 2013, p. 499) come attesta l’attivazione, all’interno dell’istituto, del Centro Audiologico e di quello di Rieducazione auricolare, due strutture, diverse per finalità e configura-zione, ma complementari (Maragna, 2004, p. 43): il primo di natura diagnostica; il secondo con una funzione riabilitativa. Nel 1958, previa autorizzazione del Ministero della Pubblica Istruzione, aprì anche un Centro Foniatrico a cui potevano accedere, oltre agli alunni delle scuole speciali, coloro che, privi di deficit sensoriale o intellettivo, presentavano disturbi della voce e del linguaggio all’origine di uno scarso rendimento negli studi o di un ritardo scolastico (Scuri, 1964a, p. 42). Si trattava di una risposta concreta ad un reale bisogno come testimonia da un lato l’affluenza, per un trattamento logopedico ambulatoriale, di bambini provenienti dai quartieri periferici della città, dall’altro l’invio, da parte delle direzioni scolastiche, di allievi da sottoporre ad esame diagnostico e ad un eventuale intervento di rieducazione. Durante la permanenza nella capitale, Decio fu oggetto, da parte dei colleghi, di denunce e di persistenti manovre intimidatorie, volte ad ostacolarne l’avanzamento a livello professionale. Egli stesso, in una memoria indirizzata al Ministero dell’Educazione Nazionale  individua nel sentimento di invidia la causa dell'azione denigratoria nei propri confronti: Le [mie] uniche colpe – afferma nel testo – sono quelle di avere, quasi unico in tale ambiente, conseguito una laurea, di essere uno studioso e di aver esplicato scientificamente e praticamente in soli 10 anni di carriera una documentata attività che i [miei] avversari in 30 o 40 anni di carriera non hanno neanche menomamente ac-cennata (Carteggi, [1935], vol. I, lett. 20). Ne sono una riprova da un lato il ruolo di primo piano assunto nella Società italiana di Fonetica biologica e foniatria, istituita nel 1933 con l’intento di promuovere una riflessione sui rapporti vicendevoli tra l’udito e la voce, dall’altro la ricca produzione scientifica in cui evidente è l’eredità del padre, costante termine di paragone nel suo lungo e fecondo percorso di studi e di ricerca: non a caso nel 1935 ne fa rivivere, con una nuova denominazione (“Rassegna di educazione dei sordomuti e fonetica bio-logica”), la rivista fondata alla fine del XIX secolo. La volontà di proseguire nel solco tracciato da Ernesto traspare fin dalle prime righe di presentazione della nuova proposta editoriale. Nel testo Decio pone, in-fatti, l’accento sui positivi esiti scaturiti dalla felice intuizione paterna relativa all’opportunità di avviare “una collaborazione intima fra educatori dei sordomuti e cultori di scienze mediche.

## Carriera
È stato tra i pionieri della pallacanestro italiana ed è stato giocatore, arbitro, allenatore e dirigente, nonché membro della FIBA. Stimato otorinolaringoiatra, dal 1952 al 1970 ha diretto l'Istituto Sordomuti di Napoli e Roma.

## Carriera sportiva
Da giovane, era un cestista dilettante e ha collaborato con la Federazione come arbitro.
Nel 1936 è stato nominato commissario tecnico della nazionale italiana di pallacanestro al fianco dell'allenatore Guido Graziani. Con la nazionale ha avuto l'opportunità di disputate le Olimpiadi di Berlino 1936, arrivando al settimo posto, e gli Europei di Kaunas 1939, in cui ottenne un sesto posto.
Nel 1945 è stato nominato "Reggente" della Delegazione Alta Italia della Federazione Italiana Pallacanestro e nel dopoguerra, dal 1954 al 1965, ne è diventato presidente a tutti gli effetti. Contemporaneamente, tra il 1948 e il 1972, ha ricoperto la carica di presidente della Commissione Tecnica della Federazione Internazionale ed è stato membro del FIBA Central Board.
Nel 1967 il CONI gli ha conferito una Stella d'oro al Merito Sportivo.
Fa parte della FIBA Hall of Fame. A lui era dedicato un torneo nazionale a cui partecipavano le rappresentative giovanili di ogni regione, dal 1982 al 1992.